# بومرنگ (فیلم ۲۰۱۵)
بومرنگ (به انگلیسی: Boomerang) فیلمی محصول سال ۲۰۱۵ و به کارگردانی فرانسیس فاورات است. در این فیلم بازیگرانی همچون لوران لافیت، ملانی لوران، اودره دانا، ولادیمیر یوردانف، بول اوژیه و اریک ابوآنی ایفای نقش کرده‌اند.